# NHK 수요드라마
수요드라마는 NHK 종합 TV이 편성했다 연속 TV 드라마이다.

## 방송 작품

### 수요일 드라마 시리즈
- 1972년 4월 - 5월 : 빙벽
- 1972년 5월 - 6월 : 띠 짧은 다스키에 길다
- 1972년 6월 - 7월 : 포정
- 1972년 7월 - 8월 : 복숭아에서 태어난 모모타로
- 1972년 8월 : 환상의 살의
- 1972년 9월 - 12월 : 내일 날씨 있으면
- 1973년 1월 : 금색 야차
- 1973년 2월 : 봄날의 천둥
- 1973년 4월 - 1974년 3월 : 긴자 우리 동네
- 1974년 4월 - 9월 : 모자와 해바라기
- 1974년 10월 - 1975년 2월 : 사계의 집
- 1975년 3월 : 아카아카토
- 1987년 1월 - 3월 : 싱싱한 놈
- 1987년 4월 - 7월 : 장밋빛 인생
- 1987년 8월 - 12월 : Our House(해외 드라마)
- 1988년 1월 - 3월 : 소중한 청춘
- 1988년 4월 - 6월 : 속 싱싱한 놈
- 1988년 7월 - 1989년 3월 : Our House(해외 드라마)
- 1989년 4월 - 8월 : 맑은 천둥
- 1989년 9월 - 12월 : 남자들의 운동회
- 1990년 1월 - 3월 : 꽃도 열매도 있다
- 1990년 4월 - 7월 : 비이도로에서 기후~나가사키야 꿈 일기
- 1990년 9월 - 12월 : 사랑 받고 있습니다 또는 아빠
- 1991년 1월 - 3월 : 마담 린코의 사건첩

### 수요드라마의 꽃다발

#### 1996년
- 4월 - 5월 : 존재의 깊은 잠
- 5월 - 6월 : 쿠라
- 6월 - 7월 : 마쓰가에초 사가
- 8월 - 9월 : 폭력 교사
- 10월 - 11월 : 집으로 오세요
- 11월 - 12월 : 달의 배

#### 1997년
- 1월 - 2월 : 겨울의 반딧불
- 4월 - 5월 : 가시 여자의 유언장
- 5월 - 6월 : 신 꽃 순례
- 6월 - 7월 : 대왕생
- 8월 - 9월 : 아버지 돌아
- 9월 - 10월 : 야회의 끝
- 10월 - 11월 : 거울은 잠들지 않는
- 11월 - 12월 : 소문의 덴지로

#### 1998년
- 1월 - 2월 : 난다 남자
- 2월 - 3월 : 봄 등
- 4월 : 아저씨 개조 강좌
- 5월 - 6월 : 내 안에 누군가~쇼핑 의존증의 여자들~
- 7월 - 8월 : 결혼 전야
- 8월 - 9월 : 두개의 사랑
- 10월 - 12월 : 필요없는 사람

#### 1999년
- 1월 - 2월 : 학 거북이 왈츠
- 2월 - 3월 : 먼 친척 가까운 다른 사람?
- 4월 - 5월 : 주홍이 달린다
- 5월 - 6월 : 여성 수사관 아이캐처
- 6월 - 7월 : 멋진 라이벌
- 8월 - 9월 : 둘이서 탱고를
- 9월 - 12월 : 화내 남자 웃는 여자

#### 2000년
- 1월 - 2월 : 어제의 적은 오늘의 친구
- 2월 - 3월 : 타다이마